# Батман във филмите
Измисленият супергерой Батман, създаден от Боб Кейн и Бил Фингър, който се появява първо в американските комикси, публикувани от Ди Си Комикс, участва в различни филмови адаптации. Първото появяване на Батман е в два серийни филма от 40-те години на миналия век – Батман (1943) и Батман и Робин (1949). Първото появяване на героя в игрален филм е в Батман (1966), който е адаптация на едноименния сериал (1966-1968) с участието на Адам Уест и Бърт Уорд, които участват и във филма. Към края на 80-те години на миналия век Уорнър Брос започва да продуцира поредица от игрални филми с участието на Батман, започвайки с филма Батман от 1989 г., режисиран от Тим Бъртън и с участието на Майкъл Кийтън. Бъртън и Кийтън се завръщат за продължението от 1992 г. Батман се завръща, а през 1995 г. Джоел Шумахер режисира Батман завинаги с Вал Килмър като Батман. Шумахер режисира и продължението от 1997 г. Батман и Робин, в който играе Джордж Клуни. Батман и Робин е лошо приет както от критиците, така и от феновете, което довежда до отмяната на Batman Unchained.
След отмяната на две допълнителни филмови предложения, франчайзът е рестартиран през 2005 г. с Батман в началото, режисиран от Кристофър Нолан и с участието на Крисчън Бейл. Нолан се завръща, за да режисира и двете продължения – Черният рицар през 2008 г. и Черният рицар: Възраждане през 2012 г., като Бейл отново играе ролята на супергероя. И двете продължения печелят над 1 милиард долара в световен мащаб, което прави Батман вторият филмов франчайз, чиито два филма са печелят повече от 1 милиард долара в световен мащаб. Наричана „Трилогията за Черния рицар“, одобрението на критиците и комерсиалният успех на филмите на Нолан се приписват на възстановяването на широката популярност на супергероя, като втората част се счита за един от най-добрите филми за супергерои на всички времена.
След като през 2013 г. Уорнър Брос пуска своя собствена споделена кинематографична вселена, известна като Разширената вселена на Ди Си, Бен Афлек е избран да се превъплъти в Батман в новия експанзивен франчайз, появяващ се за първи път през 2016 г. с режисирания от Зак Снайдър филм Батман срещу Супермен: Зората на справедливостта. С филма започва поредица от допълнителни адаптации на Ди Си Комикс, включително кросоувър филмите Лигата на справедливостта и Лигата на справедливостта: Режисьорската версия на Зак Снайдър, включващи други герои на Ди Си Комикс, и самостоятелните филми Батман, режисиран от Мат Рийвс, с Робърт Патинсън като Батман, и Жокера, с участието на Хоакин Финикс. Афлек и Кийтън повтарят ролята на Батман във филма Светкавицата (2023). Кийтън също трябваше да повтори ролята си във филма Батгърл на Ейч Би О Макс, но е отложен и е малко вероятно някога да бъде излъчен.
Филмовият франчайз събира над $4,99 милиарда в глобалния боксофис, като влиза в топ 12 на най-печелившите филмови франчайзи на всички времена. Батман също така се появява в множество анимационни филми, както като главна роля, така и като участник. Докато повечето анимационни филми са пуснати директно към видео, анимационният филм от 1993 г. Батман: Маската на Фантома (базиран на Батман: Анимационният сериал от 1990 г.) и Лего Батман: Филмът от 2017 г. са излъчени в кината. След като печели некоригирани общо 2 783 118 504 щатски долара, поредицата Батман е четвъртата най-касова филмова поредица в Северна Америка.

## Списък с филмите
| Филм                                                           | Премиера         | Брус Уейн                               | Режисьор                              | Сценарист(и)                                                             | История от                                           | Продуцент(и)                                         |
| Ранни филми                                                    | Ранни филми      | Ранни филми                             | Ранни филми                           | Ранни филми                                                              | Ранни филми                                          | Ранни филми                                          |
| -------------------------------------------------------------- | ---------------- | --------------------------------------- | ------------------------------------- | ------------------------------------------------------------------------ | ---------------------------------------------------- | ---------------------------------------------------- |
| Батман                                                         | 16 юли 1943      | Люис Уилсън                             | Ламбърт Хилъри                        | Виктор Маклиод, Лесли Суабейкър и Хари Л. Фрейзър                        | Виктор Маклиод, Лесли Суабейкър и Хари Л. Фрейзър    | Рудолф Флодау                                        |
| Батман и Робин                                                 | 26 юни 1949      | Робърт Уолъри                           | Спенсър Гордън Бенет                  | Джордж Плимптън, Джоузеф Поланд и Роял Коул                              | Джордж Плимптън, Джоузеф Поланд и Роял Коул          | Кам Кацман                                           |
| Батман                                                         | 30 юли 1966      | Адам Уест                               | Лесли Мартинсън                       | Лоренсо Семпъл мл.                                                       | Лоренсо Семпъл мл.                                   | Уилям Дозие                                          |
| 1989–1997                                                      |                  |                                         |                                       |                                                                          |                                                      |                                                      |
| Батман                                                         | 23 юни 1989      | Майкъл Кийтън                           | Тим Бъртън                            | Сам Хам и Уорън Скаарън                                                  | Сам Хам                                              | Джон Питърс и Питър Гюбър                            |
| Батман се завръща                                              | 19 юни 1992      | Майкъл Кийтън                           | Тим Бъртън                            | Даниъл Уотърс                                                            | Даниъл Уотърс и Сам Хам                              | Денис Ди Нови и Тим Бъртън                           |
| Батман завинаги                                                | 16 юни 1995      | Вал Килмър                              | Джоел Шумахер                         | Лий Бачлър, Джанет Скот Бачлър и Акива Голдсман                          | Лий Бачлър и Джанет Скот Бачлър                      | Тим Бъртън и Питър Макгергър-Скот                    |
| Батман и Робин                                                 | 20 юни 1997      | Джордж Клуни                            | Джоел Шумахер                         | Акива Голдсман                                                           | Акива Голдсман                                       | Питър Макгергър-Скот                                 |
| Анимационни филми                                              |                  |                                         |                                       |                                                                          |                                                      |                                                      |
| Батман: Маската на Фантома                                     | 25 декември 1993 | Кевин Конрой                            | Ерик Радомски и Брус Тим              | Алън Бърнет, Пол Дини, Мартин Паско и Майкъл Рийвс                       | Алън Бърнет                                          | Бенджамин Мелникър и Майкъл Услан                    |
| Батман: Убийствената шега                                      | 25 юли 2016      | Кевин Конрой                            | Сам Лиу                               | Брайън Азарело                                                           | Алън Мур                                             | Брус Тим, Алън Бърнет и Сам Регистър                 |
| Лего Батман: Филмът                                            | 10 февруари 2017 | Уил Арнет                               | Крис Маккей                           | Сет Греъм-Смит, Крис Маккена, Ерик Сомърс, Джаред Стърн и Джон Уитингтън | Сет Греъм-Смит                                       | Дан Лин, Фил Лорд, Кристофър Милър и Рой Лий         |
| Трилогия Черния рицар                                          |                  |                                         |                                       |                                                                          |                                                      |                                                      |
| Батман в началото                                              | 25 юни 2005      | Крисчън Бейл                            | Кристофър Нолан                       | Кристофър Нолан и Дейвид Гойър                                           | Дейвид Гойър                                         | Чарлс Роувън, Ема Томас, Лари Франко                 |
| Черният рицар                                                  | 18 юли 2008      | Крисчън Бейл                            | Кристофър Нолан                       | Джонатан Нолан и Кристофър Нолан                                         | Кристофър Нолан и Дейвид Гойър                       | Ема Томас, Чарлс Роувън и Кристофър Нолан            |
| Черният рицар: Възраждане                                      | 20 юли 2012      | Крисчън Бейл                            | Кристофър Нолан                       | Джонатан Нолан и Кристофър Нолан                                         | Кристофър Нолан и Дейвид Гойър                       | Ема Томас, Чарлс Роувън и Кристофър Нолан            |
| Филми от Разширената вселена на Ди Си                          |                  |                                         |                                       |                                                                          |                                                      |                                                      |
| Батман срещу Супермен: Зората на справедливостта               | 25 март 2016     | Бен Афлек                               | Зак Снайдър                           | Крис Терио и Дейвид Гойър                                                | Крис Терио и Дейвид Гойър                            | Чарлс Роувън и Дебора Снайдър                        |
| Отряд самоубийци                                               | 5 август 2016    | Бен Афлек                               | Дейвид Ейър                           | Дейвид Ейър                                                              | Дейвид Ейър                                          | Чарлс Роувън и Ричард Съкъл                          |
| Лигата на справедливостта                                      | 17 ноември 2017  | Бен Афлек                               | Зак Снайдър Джос Уидън (некредитиран) | Крис Терио и Джос Уидън                                                  | Крис Терио и Зак Снайдър                             | Чарлс Роувън, Дебора Снайдър, Джон Бърг и Джеф Джонс |
| Лигата на справедливостта: Режисьорската версия на Зак Снайдър | 18 март 2021     | Бен Афлек                               | Зак Снайдър                           | Крис Терио                                                               | Крис Терио, Зак Снайдър и Уил Бийл                   | Чарлс Роувън и Дебора Снайдър                        |
| Светкавицата                                                   | 23 юни 2023      | Бен Афлек, Майкъл Кийтън и Джордж Клуни | Анди Мускети                          | Кристина Ходсън                                                          | Джон Францис Дейли, Джонатан Голдщайн и Джоби Харолд | Барбара Мушиети и Майкъл Диско                       |
| Филми Жокера                                                   |                  |                                         |                                       |                                                                          |                                                      |                                                      |
| Жокера                                                         | 4 октомври 2019  | Данте Перейра-Олсън                     | Тод Филипс                            | Тод Филипс и Скот Силвър                                                 | Тод Филипс и Скот Силвър                             | Тод Филипс, Брадли Купър, Ема Тилинджър Косков       |
| Жокера: Лудост за двама                                        | 4 октомври 2024  | TBD                                     | Тод Филипс                            | Тод Филипс и Скот Силвър                                                 | Тод Филипс и Скот Силвър                             | Тод Филипс и Брадли Купър                            |
| Филми на Мат Рийвс                                             |                  |                                         |                                       |                                                                          |                                                      |                                                      |
| Батман                                                         | 4 март 2022      | Робърт Патинсън                         | Мат Рийвс                             | Мат Рийнс и Питър Крейг                                                  | Мат Рийнс и Питър Крейг                              | Дилън Кларк и Мат Рийвс                              |
| Батман: Част втора                                             | 3 октомври 2025  | Робърт Патинсън                         | Мат Рийвс                             | Мат Рийнс и Матсън Томлин                                                | Мат Рийнс и Матсън Томлин                            | Дилън Кларк и Мат Рийвс                              |
| Филми от Вселената на Ди Си                                    |                  |                                         |                                       |                                                                          |                                                      |                                                      |
| Смелият и дръзкият                                             | TBA              | TBA                                     | Анди Мускети                          | TBA                                                                      | TBA                                                  | Джеймс Гън, Питър Сафран и Барбара Мушиети           |

## Серийни филми от 1940-те години

### Батман(1943)
Батман е сериен филм от 15 епизода, издаден през 1943 г. от Кълъмбия Пикчърс и е първото появяване на комикс героя във филм. В него участват Люис Уилсън в ролята на Батман, Дъглас Крофт като Робин, Шърли Патерсън като Линда Пейдж (любовното увлечение на Брус Уейн) и Уилям Остин като Алфред. Като продукция от епохата на Втората световна война, серийният филм, подобно на много от този период, е използван като военновременна пропаганда и съдържа антияпонски наклон с Дж. Карол Найш, който играе японския злодей, оригинален герой на име д-р Дака. Сюжетът проследява Батман, американски правителствен агент, който се опитва да победи японския агент д-р Дака в разгара на войната.
Филмът е забележителен с това, че е първата филмова поява на Батман и с предоставянето на два основни елемента от мита за Батман. Филмът представи „Пещерата на прилепа“ и входа на старинен подов часовник. Името е променено на пещерата на прилепа за комикса. Уилям Остин, който изигра Алфред, е със стегнато телосложение и носи тънки мустачки, докато съвременната комикс версия на Алфред е с наднормено тегло и гладко избръснато лице преди излизането на серийния филм. Версията на комиксите на Алфред е променена, за да съответства на тази на Остин и остава така.

### Батман и Робин(1949)
Батман и Робин е друг филмов сериал от 15 епизода, издаден през 1949 г. от Кълъмбия Пикчърс. Робърт Уолъри играе Батман, Джони Дънкан – Робин, Джейн Адамс в ролята на Вики Вейл и актьорът ветеран Лайл Талбот като комисар Гордън. Сюжетът проследява Динамичното дуо, изправено срещу Магьосника, злодей с качулка, чиято самоличност остава загадка през целия сериал до края.

## 1960-те години

### Батман: Филмът(1966)
Батман (известен и като Батман: Филмът) е филмова адаптация от 1966 г., режисирана от Лесли Х. Мартинсън и издадена от Туентиът Сенчъри Фокс, на популярния телевизионен сериал Батман и е първата пълнометражна адаптация на героя на Ди Си Комикс. Във филма участват Адам Уест като Батман и Бърт Уорд като Робин, както и Лий Мериуедър като Жената-котка, Сесар Ромеро като Жокера, Бърджис Мередит като Пингвина и Франк Горшин като Гатанката.

## 1970-те и 1980-те години
В края на 1970-те години популярността на Батман намалява. Си Би Ес се интересува от продуцирането на филм за Батман в космоса. Продуцентите Майкъл Услан и Бенджамин Мелникър закупуват филмовите права на Батман от Ди Си Комикс на 3 октомври 1979 г. Желанието на Услан е да направи окончателната, мрачна, сериозна версия на Батман, както Боб Кейн и Бил Фингър си го представят през 1939 г. Ричард Майбаум е помолен да напише сценария, а Гай Хамилтън да режисьорира, но двамата отказват предложението. Услан не успява да представи Батман на различни филмови студиа, защото те искат филмът да бъде подобен на телевизионния сериал от 60-те години. Кълъмбия Пикчърс и Юнайтед Артистс са сред онези, които отказват филма.

## Филми на Тим Бъртън и Джоел Шумахер

### Батман(1989)
Тим Бъртън пое поста на режисьор на първия филм за Батман през 1986 г. Стив Енгълхарт и Джули Хиксън пишат филмовите обработки, преди Сам Хам да напише първия сценарий. Многобройни актьори са разглеждани за ролята на Батман, преди Майкъл Кийтън да бъде избран. Кийтън е спорен избор за ролята, тъй като през 1988 г. той е избран за комедиен актьор и много наблюдатели се съмняват, че може да изиграе сериозна роля. Джак Никълсън приема ролята на Жокера при строги условия, които диктуват висока заплата, част от печалбите в боксофиса и собствен график за снимки. Съобщава се, че последната заплата на Никълсън е 50 милиона долара. Основната фотография се проведе в Пайнуут Студиос от октомври 1988 г. до януари 1989 г. Бюджетът нараства от 30 милиона долара на 48 милиона долара. Заради стачката от 1988 г. на Гилдията на сценаристите на Америка Хам отпада от проекта. Пренаписванията на сценария са извършени от Уорън Скаарън, Чарлс Маккеоун и Джонатан Гемс. Батман получава положителни отзиви, чупи многобройни касови рекорди и печели наградата на Академията за най-добра художествена режисура. Филмът печели над 400 милиона долара и оставя отпечатък върху съвременното възприемане на филмовия жанр за супергерои.

### Батман се завръща(1992)
Първоначално Бъртън не иска да режисира продължение поради смесените си емоции от предишния филм. В първия сценарий на Сам Хам Пингвина и Жената-котка търсят скрито съкровище. Даниъл Уотърс представя сценарий, който задоволява Бъртън. Уесли Стрик остава некредитиран за това, че пише черновата за снимане, изтривайки героя на Робин, преработвайки характеристиките на Пингвина и „нормализирайки“ всички диалози. Стрик остава сценарист на снимачната площадка по време на производствения процес и получава признание за най-добър сценарий за ранните трейлъри, докато Уотърс има единствената заслуга за историята. Мишел Пфайфър е избрана за ролята на Жената-котка, а Дани Де Вито – за ролята на Пингвина. Снимките започват в Уорнър Брос в Бърбанк, Калифорния през юни 1991 г. Батман се завръща получава финансов успех, но Уорнър Брос са разочаровани от касовото представяне на филма, защото печели по-малко от предшественика си.

### Батман завинаги(1995)
Въпреки че Батман се завръща има финансов успех, Уорнър Брос смятат, че филмът е трябвало да спечели повече пари. Студиото решава да промени посоката на филмовата поредица за Батман, за да бъде по-масова. Джоел Шумахер заменя Тим Бъртън като режисьор, докато Бъртън решава да остане като продуцент. Майкъл Кийтън обаче не харесва новата посока, в която върви филмовата поредица и е заменен от Вал Килмър като Батман. Крис О'Донъл играе ролята на Робин, Джим Кери – Гатанката, а Томи Лий Джоунс – Двуликия. Снимките започват през септември 1994 г. и Шумахер открива, че работата с Килмър и Джоунс е трудна. Батман завинаги излиза на 16 юни 1995 г. с финансов успех, печелейки над 350 милиона долара по целия свят и три номинации за Оскар. Филмът получава смесени отзиви от критиците, като критиките са насочени към компютърно генерираните образи, изпълнението на Килмър, дизайна на костюмите и тоналното отклонение от предишните филми, но похвалват визуалните ефекти, екшън сцените и изпълненията на Кери и Джоунс.

### Батман и Робин(1997)
След издаването на Батман завинаги, Уорнър Брос започва разработката на Батман и Робин, като целта е филмът да излезе през 1997 г. Вал Килмър не се завърна поради конфликти в графика със Светецът и е заменен от Джордж Клуни. Арнолд Шварценегер играе ролята на Мистър Фрийз, докато Ума Търман играе Отровната Айви, Алисия Силвърстоун – Батгърл, а Робърт Суенсън – Бейн. Крис О'Донъл е отново в ролята на Робин. Майкъл Гоф и Пат Хингъл са единствените членове на актьорския състав, които се появяват и в четирите филма съответно като Алфред Пениуърт и комисар Гордън. Основните снимки започват през септември 1996 г. и завършват през януари 1997 г., две седмици преди края на графика за снимане.
Батман и Робин е издаден на 20 юни 1997 г. и получава предимно отрицателни отзиви. Филмът има финансов успех, но остава най-малко успешния игрален филм за Батман. Батман и Робин получава множество номинации на наградите Златна малинка и се нарежда сред най-зле оценените филми за супергерои за всички времена.

## ТрилогиятаЧерният рицар(2005–2012)
Трилогията Черният рицар се състои от филмите Батман в началото (2005), Черният рицар (2008) и Черният рицар: Възраждане (2012), режисирани от Кристофър Нолан. С общи приходи от над 2,4 милиарда долара в световния боксофис, трилогията е класирана сред най-добрите, правени някога.
|                          | Филми                              | Филми                                  | Филми                                  |
| Батман в началото (2005) | Черният рицар (2008)               | Черният рицар: Възраждане (2012)       |                                        |
| ------------------------ | ---------------------------------- | -------------------------------------- | -------------------------------------- |
| Режисьор                 | Кристофър Нолан                    | Кристофър Нолан                        | Кристофър Нолан                        |
| Продуценти               | Чарлз Роувън Ема Томас Лари Франко | Ема Томас Чарлз Роувън Кристофър Нолан | Ема Томас Чарлз Роувън Кристофър Нолан |
| Сценаристи               | Кристофър Нолан Дейвид Гойър       | Джонатан Нолан Кристофър Нолан         | Джонатан Нолан Кристофър Нолан         |
| История                  | Дейвид Гойър                       | Кристофър Нолан Дейвид Гойър           | Кристофър Нолан Дейвид Гойър           |
| Композитор(и)            | Ханс Цимер Джеймс Нютън Хауърд     | Ханс Цимер Джеймс Нютън Хауърд         | Ханс Цимер                             |
| Оператор                 | Уоли Фистър                        | Уоли Фистър                            | Уоли Фистър                            |
| Монтаж                   | Лий Смит                           | Лий Смит                               | Лий Смит                               |
| Батман                   | Крисчън Бейл                       | Крисчън Бейл                           | Крисчън Бейл                           |
| Врагове                  | Рас Ал Гул Плашилото               | Жокера Двуликия                        | Бейн Жената-котка Талия ал Гул         |

### Батман в началото(2005)
След отхвърленото рестартиране на историята за произхода на Батман, което Джос Уидън представя през декември 2002 г., Уорнър Брос наема Кристофър Нолан и Дейвид Гойър да напишат сценария на Батман в началото. Двамата се стремят към по-тъмен и реалистичен тон, като човечността и реализмът са в основата на филма. Филмът е заснет основно в Обединеното кралство и Чикаго и разчита на традиционни каскади и умалени модели с минимално използване на компютърно генерирани изображения. Крисчън Бейл е в ролята на Батман, Лиъм Нийсън като Рас Ал Гул и Килиън Мърфи като Джонатан Крейн/Плашилото. Кейти Холмс се появява във филма като любовта на Уейн, Рейчъл Доус, роля, създадена за филма. Алфред Пениуърт е изигран от Майкъл Кейн, Джим Гордън е изигран от Гари Олдман, а Луциус Фокс от Морган Фрийман. Създаден е нов Батмобил.
Филмът започва със смъртта на родителите на Брус и след това изследва решението му да напусне Готъм и обучението му в Лигата на сенките, с Рас ал Гул, преди той да се бунтува срещу Лигата и да приеме маската на Батман, осъзнавайки, че не може да оправдае техните използване на смъртоносна сила. Лигата се опитва да атакува Готъм с помощта на оръжейния токсин на страха на Джонатан Крейн, но Батман успява да ги победи.
Батман в началото е както критично, така и комерсиално успешен. Премиерата на филма е на 15 юни 2005 г. в САЩ и Канада в 3858 кина. Печели 48 милиона долара през първия си уикенд, като в крайна сметка събира над 372 милиона долара в световен мащаб. Филмът получава 85% общ рейтинг на одобрение от Rotten Tomatoes. Критиците отбелязват, че страхът е общ мотив в целия филм, и подчертават, че съдържа по-мрачен тон в сравнение с предишните филми за Батман. Филмът е включен под номер 81 в „500-те най-велики филма на всички времена“ на списание „Емпайър“.

### Черният рицар(2008)
Кристофър Нолан отново е режисьор, като този път пише сценария с брат си Джонатан. В Черният рицар участват Крисчън Бейл в ролята си на Батман/Брус Уейн, Хийт Леджър като Жокера и Арън Екхарт като Харви Дент/Двуликия. Кейти Холмс отказа ролята си на Рейчъл и вместо нея е избрана Маги Джилънхол. Основните снимки започват през април 2007 г. в Чикаго и приключват през ноември. Други места, на които се провеждат записите, са Пайнуут Студиос, Министри ъф Саунд в Лондон и Хонконг.
На 22 януари 2008 г., след като завършва снимките на Черният рицар, Леджър умира от случайно предозиране с лекарства. Уорнър Брос създава маркетинг чрез популярност за филма, разработвайки промоционални уебсайтове и трейлъри, подчертаващи екранни снимки на Леджър като Жокера, но след смъртта му, студиото пренасочва промоционалната си кампания.
Филмът изобразява битката на Батман с Жокера, подпомогнат от обвинението на харизматичния окръжен прокурор Харви Дент. Жокера тества решимостта на Батман, когато причинява смъртта на Рейчъл и превръщането на Дент в обезобразения престъпник Двуликия. Въпреки че Батман успява да попречи на Жокера да принуди два ферибота – в единия с цивилни граждани, а другият със затворници – да се унищожат един друг, той е принуден да поеме вината за убийствата, извършени от Дент, за да гарантира, че гражданите на Готъм няма да загубят надежда за бъдещето.
Черният рицар получава широко одобрение от критиката и поставя многобройни рекорди по време на излъчването си по кината. С малко над 1 милиард долара приходи в световен мащаб, той става 4-ият най-касов филм на всички времена, без да се отчита инфлацията. Филмът получава осем номинации за Оскар; печели наградата за най-добър звуков монтаж, а Леджър посмъртно получава наградата за най-добър актьор в поддържаща роля. Критиците и сценаристите често дават за пример Черният рицар като един от най-добрите филми на 2000-те и на всички времена, като той често е приветстван като един от най-добрите филми за супергерои изобщо.

### Черният рицар: Възраждане(2012)
Нолан иска историята за третата и последна част да го държи емоционално ангажиран. „На по-повърхностно ниво трябва да задам въпроса“, разсъждава той, „колко добри трети филма от един франчайз могат да назоват хората?“ Той се връща, след като намира необходимия начин да продължи историята, но се страхува по средата на снимките, че продължението е излишно. Черният рицар: Възраждане е предназначен да завърши трилогията на Нолан за Батман. До декември 2008 г. Нолан завършва грубата схема на историята, преди да се ангажира с Генезис. През февруари 2010 г. работата по сценария започва с Дейвид Гойър и Джонатан Нолан. Когато Гойър напуска, за да работи по рестартирането на Супермен, Джонатан пише сценария въз основа на историята на брат му и Гойър. Том Харди е избран за ролята на Бейн, а Ан Хатауей играе Селина Кайл. Джоузеф Гордън-Левит е избран за ролята на Робин Джон Блейк и Марион Котияр – за ролята на Миранда Тейт. Снимките започват през май 2011 г. и приключиха през ноември. Нолан избира да не снима филма в 3D формат, фокусирайки се върху подобряването на качеството на изображението и мащаба с помощта на IMAX формата, се надява да прокара технологичните граници, като същевременно направи стила на филма съвместим с предишните два. Нолан провежда няколко срещи с вицепрезидента на IMAX Дейвид Кийли, за да работи по логистиката на прожектирането на филми в дигитални зали на IMAX. Черният рицар: Възраждане включва повече сцени, заснети в IMAX от Черният рицар. Операторът Уоли Фистър изразява интерес към заснемането на филма изцяло в IMAX формат.
Действието във филма се развива осем години след Черният рицар. Пристигането на новия враг Бейн принуждава Брус да се върне към старата си роля на Батман, само за да се окаже надмощен и заловен от Бейн, докато Готъм е откъснат от останалия свят с откраднат прототип на термоядрен генератор на Уейн Ентърпрайсез, който трябва да заработи след няколко месеца. С помощта на крадецът Селина Кайл, Брус успява да се върне в Готъм и да победи Бейн, като същевременно изкупи образа си на Батман. Филмът завършва с това, че Брус се е „пенсионирал“ като Батман, след като е фалшифицирал смъртта си, за да живее със Селина Кайл, доказателства сочат, че той е предал пещерата на Блейк, докато Готъм се възстановява в памет на героизма на Черния рицар.
След пускането си на пазара, Черният рицар: Възраждане получава положителен отговор от критиците и е успешен в боксофиса, като изпреварва своя предшественик и става 24-ият най-касов филм на всички времена с приходи от над 1,08 милиарда долара. Обявен е за един от най-добрите филми на 2012 г. от много филмови критици, включително от Американския филмов институт. Смятан е за един от най-добрите филми за супергерои на всички времена и един от най-добрите филми на 2010-те.

## Разширена вселена на Ди Си (2016–2023)

### Батман срещу Супермен: Зората на справедливостта(2016)
На 13 юни 2013 г. източник от Уорнър Брос споделя, че се обсъждат още филми за Човек от стомана, както и филм за Супермен/Батман, Жената чудо и Аквамен. Уорнър Брос обявява, че Супермен и Батман ще се обединят в нов филм, продължение на Човек от стомана (2013), черпейки вдъхновение от комикса Батман: Черният рицар се завръща и планиран за пускане през 2015 г. Гойър заявява на панела по случай 75-ата годишнина на Супермен на Комик-Кон, че Батман и Супермен ще се изправят един срещу друг, а разглежданите заглавия са Супермен срещу Батман и Батман срещу Супермен. На 22 август 2013 г. Холивуд Рипортър обявява избора на Бен Афлек за ролята на Брус Уейн/Батман. На 17 януари 2014 г. е обявено, че филмът е отложен от първоначалната си премиерна дата 17 юли 2015 г. до 6 май 2016 г., за да се даде на създателите на филма „време да реализират напълно своята визия, предвид сложния визуален характер на историята“. Премиерата на филма е преместена отново за 25 март 2016 г., „за да се избегне сблъсък с Първият отмъстител: Войната на героите, чието премиера е насрочена за 6 май 2016 г.“
В някакъв момент преди събитията от филма имението на Уейн се е разпаднало и Брус и Алфред са се преместили в по-малка стъклена къща над пещерата на Батман. По време на филма Лекс Лутър манипулира Батман да възприема Супермен като враг и в същото време отвлича Марта Кент и изисква от Супермен да убие Батман в замяна на живота на Марта. Батман се бие и почти убива Супермен с криптонитни оръжия, но когато Супермен умолява Батман, че „му позволява да убие Марта“, объркан Батман си спомня смъртта на собствената си майка, която споделя името. Това обърква Батман достатъчно, така че Лоис Лейн пристига и обяснява ситуацията. Виждайки колко тежко е паднал, Батман спасява Марта Кент от слугите на Лутър и след това се бие заедно със Супермен и Жената чудо, за да овладее криптонската деформация, създадена от Лутър, за да убие Супермен. Взимайки метачовешките файлове на Лутър, Брус заявява, че възнамерява да събере метачовеците, за да се подготви за подразбираща се бъдеща заплаха.